# Stadion Rakowski w Sofii
Stadion Rakowski (bułg. Стадион Раковски) – wielofunkcyjny stadion w Sofii, stolicy Bułgarii. Obiekt może pomieścić 5000 widzów. W przeszłości swoje spotkania na stadionie rozgrywali piłkarze klubu Spartak Sofia.